# Rodrigo Galilea

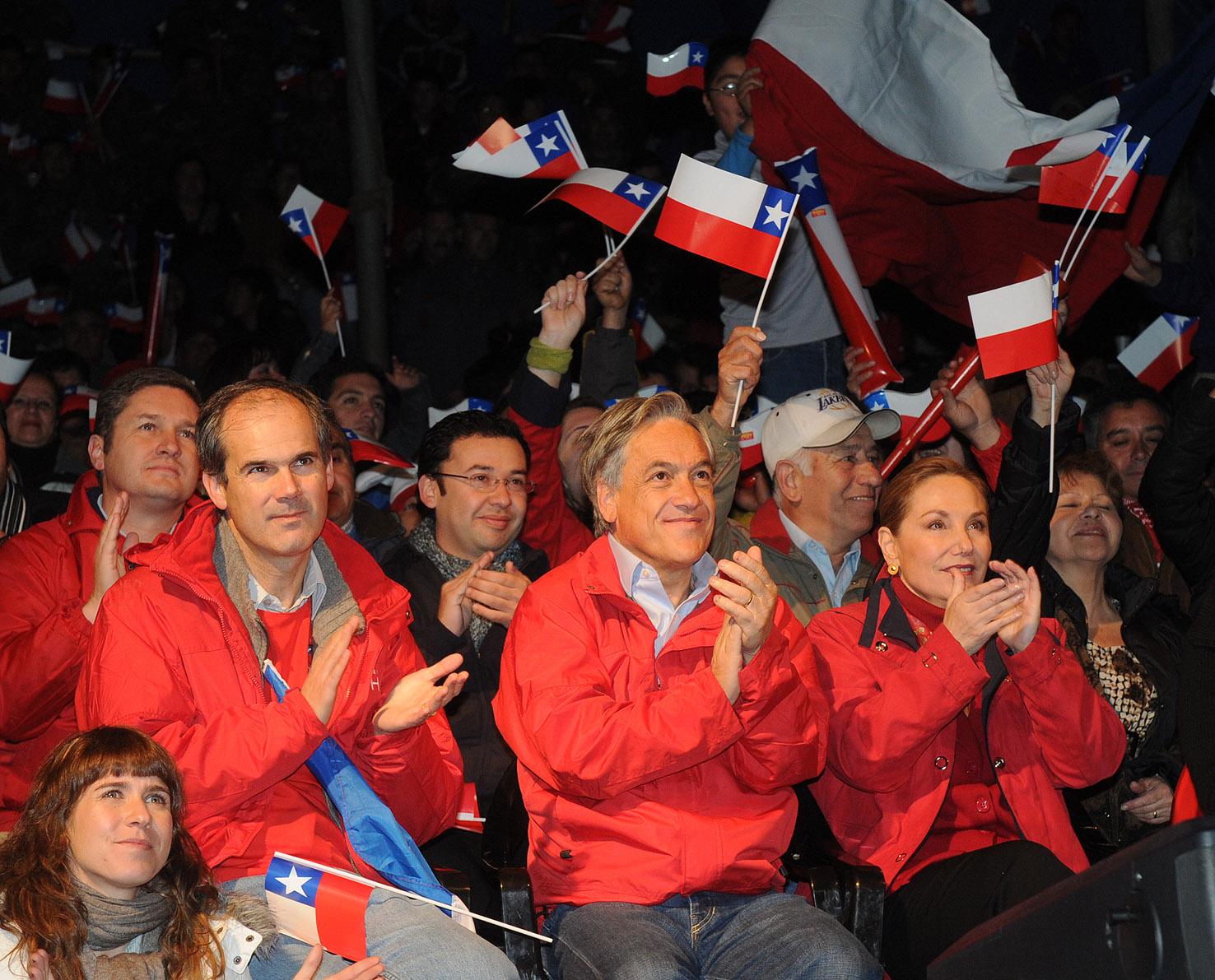
Galilea junto a Sebastián Piñera en Constitución viendo un partido de la Selección de fútbol de Chile durante el Mundial de 2010.

Rodrigo Galilea Vial (Santiago, 3 de noviembre de 1966) es un abogado y político chileno militante de Renovación Nacional (RN). Fue intendente de la región del Maule entre 2010 y 2014 durante el primer gobierno de Sebastián Piñera. Desde marzo de 2018 se desempeña como senador por la 9ª Circunscripción de la región del Maule. El 9 de septiembre de 2023 fue electo Presidente de Renovación Nacional junto a Andrea Balladares como Secretaria General.

## Biografía
Hijo de Víctor Galilea Linares, expresidente de la Cámara Chilena de la Construcción (CChC), y Gloria Vial Rodríguez. Es el quinto de once hermanos. Casado con Pilar Vicuña Molina, Directora Ejecutiva de la “Corporación Ven y Ayúdame”. Es padre de cinco hijos.
Estudió en el Colegio Tabancura de Santiago e ingresó a la Escuela de Derecho la Pontificia Universidad Católica de Chile, donde se tituló de abogado en 1990. Luego tomó cursos de teología en la Universidad Católica del Maule.
En el ámbito privado ejerció su profesión en empresas como Lucchetti, Aguas San Pedro S.A., Agrícola El Volcán S.A., Aguas y Riles S.A., etc. En el tema educacional, se ha desempeñado como director de la Sociedad Administradora de los colegios Pumahue y Manquecura y director del Colegio Inglés de Talca. También estuvo vinculado a la CChC en la Región del Maule.
Formó parte de la Constructora Galilea, hasta 2010, cuando renunció a su puesto, mas se mantuvo como socio. Dicha Constructora fue cuestionada luego de que el año 2023 vecinos del sector Parque Zapallar de Curicó, se vieran afectados debido a la crecida del Río Guaiquillo en Curicó. Además la Constructora habría sido sancionada en Perú al menos 32 veces por denuncias de viviendas sociales.
El 11 de marzo de 2010, asumió como intendente de la región del Maule, cargo que ejerció hasta el 11 de marzo de 2014, durante toda la administración de Piñera. Al tomar el puesto tuvo que enfrentar las consecuencias del terremoto y maremoto del 27 de febrero de 2010 en la zona.
En marzo de 2017 anunció su candidatura a senador por Maule. Compitió dentro del pacto Chile Vamos, logrando su escaño tras conseguir 28 268 votos, equivalentes al 7,64 % de los sufragios. Asumió el cargo el 11 de marzo de 2018.

## Historial electoral

### Elecciones parlamentarias de 2017
- Elecciones parlamentarias de 2017, a senador por la 9° Circunscripción, Región del Maule (Cauquenes, Chanco, Colbún, Constitución, Curepto, Curicó, Empedrado, Hualañé, Licantén, Linares, Longaví, Maule, Molina, Parral, Pelarco, Pelluhue, Pencahue, Rauco, Retiro, Río Claro, Romeral, Sagrada Familia, San Clemente, San Javier, San Rafael, Talca, Teno, Vichuquén, Villa Alegre, Yerbas Buenas)*[6]

| Candidato                         | Pacto                    | Partido | Votos  | %      | Resultados |
| --------------------------------- | ------------------------ | ------- | ------ | ------ | ---------- |
| Juan Antonio Coloma Correa        | Chile Vamos              | UDI     | 58 616 | 15,85% | Senador    |
| Juan Castro Prieto                | Chile Vamos              | IND-RN  | 54 480 | 14,73% | Senador    |
| Andrés Velasco Brañes             | Sumemos                  | CIU     | 38 862 | 10,50% |            |
| Ximena Rincón González            | Convergencia Democrática | PDC     | 38 750 | 10,48% | Senadora   |
| Álvaro Elizalde Soto              | La Fuerza de la Mayoría  | PS      | 30 914 | 8,36%  | Senador    |
| Andrés Zaldívar Larraín           | Convergencia Democrática | PDC     | 29 598 | 8,01%  |            |
| Rodrigo Galilea Vial              | Chile Vamos              | RN      | 28 221 | 7,63%  | Senador    |
| Alfredo Sfeir Younis              | Frente Amplio            | IND-PL  | 21 142 | 5,72%  |            |
| Jorge Tarud Daccarett             | La Fuerza de la Mayoría  | PPD     | 14 095 | 3,81%  |            |
| María Eugenia Lorenzini Lorenzini | Frente Amplio            | RD      | 4781   | 1,29%  |            |